# José Luis Larrea
José Luis Larrea Jiménez de Vicuña (Elgóibar, 11 de marzo de 1956) es un economista español. Es Doctor en Competitividad empresarial y territorial, innovación y sostenibilidad por la Universidad de Deusto.

## Biografía
Licenciado en Empresariales por la ESTE de San Sebastián, en los siguientes años trabajó como profesor en dicha facultad.
En 1980 entró en el Gobierno Vasco como jefe de gabinete de la viceconsejería de Educación, y en 1984 pasó a ser director de estudios, presupuestos y administración educativa del mismo departamento; en 1985 se convirtió en viceconsejero de planificación y administración educativa.
En 1987 pasó a la consejería de Hacienda y Finanzas, donde fue nombrado viceconsejero; participó en las negociaciones entre las administraciones vascas (diputaciones forales y Gobierno Vasco) y el Ministerio de Hacienda del Gobierno de España acerca de las leyes quinquenales del Cupo del Concierto Económico, así como en las de la Ley de Aportaciones. En 1991 fue investido consejero de dicho departamento, dentro del ejecutivo del lendakari José Antonio Ardanza, cargo que desempeñó hasta 1995. Durante su etapa como consejero promovió las "vacaciones fiscales vascas", implementadas por las diputaciones forales (las competentes en materia fiscal) controladas también por el PNV. El litigio se resolvió años después, cuando el Tribunal de Justicia de la Unión Europea dio la razón a la Comisión Europea y las declaró ilegales al considerarlas "ayudas estatales incompatibles con el mercado común".
En su paso al mundo empresarial se convirtió en el presidente de Ibermática, compañía del sector de las TIC. En sus primeros años compatiblizó ese cargo con la presidencia de Euskaltel (1996-1999), una nueva empresa telefónica participada por las instituciones vascas; con cargo de presidente no ejecutivo, formó tándem con el consejero delegado Carlos Lambarri (quien había sido viceconsejero de Hacienda) para la puesta en marcha de la operadora. En 1999 dejó su puesto en Euskaltel para dar paso al exlehendakari Ardanza, después de que éste hubiera dejado la jefatura del Gobierno Vasco.
En diciembre de 2013 dejó su cargo de presidente de Ibermática, después de 18 años en el cargo (1995-2013); su salida se produjo dos meses después de que el fondo de capital riesgo ProA Capital se hubiera hecho con el 55% de Ibermática, merced a una reordenación accionarial protagonizada fundamentalmente por la desinversión del hasta entonces accionista mayoritario Kutxabank.
En la actualidad es asesor de empresas e instituciones y presidente de Honor de Instituto Vasco de Competitividad (Orkestra), de la Universidad de Deusto. Asimismo, es miembro de la Junta Directiva del Círculo de Empresarios Vascos, del Consejo de Gobierno de la Universidad de Deusto, del Consejo de Deusto Business School, del Patronato de la Fundación Markets, Organizations and Votes in Economics (MOVE) y de la Junta Directiva de Innobasque. Amigo Numerario de la Real Sociedad Bascongada de los Amigos del País/Euskalerriaren Adiskideen Elkartea y miembro de la Academia Vasca de las Ciencias, las Artes y las Letras, Jakiunde. 
Conferenciante habitual en importantes foros es, también, un articulista destacado que colabora con diversas publicaciones. Entre sus libros publicados se encuentran: “El desafío de la innovación”, “Tiempo ¿muerto? para innovar”, “Teoría (imperfecta) de la innovación” e “Innovación abierta y alta cocina”.